# Gösta Löfstedt
Gösta Löfstedt, född den 21 februari 1911 i Almby församling, Örebro län, död den 20 oktober 1984 i Kristianstad, var en svensk ämbetsman.
Löfstedt avlade studentexamen i Örebro 1929 och juris kandidatexamen vid Uppsala universitet 1934. Han genomförde tingstjänstgöring i Lindes domsaga 1936–1938. Löfstedt blev tjänsteman vid länsstyrelsen i Södermanlands län 1939, vid länsstyrelsen i Värmlands län 1944, länsassessor i Stockholms län 1947 och förste assessor vid Överståthållarämbetets skatteavdelning 1955 (tillförordnad 1953). Han var landskamrerare i Kristianstads län 1956–1971, länsråd där 1971–1976 och landshövdingens ställföreträdare 1972–1976. Löfstedt blev riddare av Nordstjärneorden 1958 och kommendör av samma orden 1962. Han vilar på Östra begravningsplatsen i Kristianstad.